# 郭有守
郭有守（1901年—1978年1月20日），号子杰，资中县人。中华民国、中华人民共和国政治人物。
毕业于成都石室中学、北京大学。后赴法国巴黎大学、英国剑桥大学深造。1930年回国，历任国民政府教育部专员、督学、主任秘书。1938年，出任四川省教育厅厅长，1945年离任。抗日战争结束后，供职于联合国教科文组织专员、国际文教处处长。1966年返回大陆。